# Yoshinori Matsuda
Yoshinori Matsuda (født 14. august 1974) er en tidligere japansk fodboldspiller.
Han har spillet for flere forskellige klubber i sin karriere, herunder Urawa Reds og Sagan Tosu.